# Chế độ quyền lực tập trung
Chế độ quyền lực tập trung hay chế độ đầu sỏ, chế độ quả đầu (từ tiếng Hy Lạp: ὀλιγαρχία (oligarkhía); ghép từ ὀλίγος (olígos), nghĩa là "một vài", và ἄρχω (arkho), nghĩa là "cai trị hay điều khiển") là một dạng thể chế quyền lực trong đó đa số quyền lực nằm trong tay thiểu số. Những người này có thể được nhìn nhận qua dòng dõi hoàng gia, tài sản, quan hệ gia đình, kiến thức, đoàn hội cơ quan hay cầm quyền quân sự. Những nước quyền lực tập trung thường được cai trị bởi một vài gia đình lớn mạnh và thường truyền lại quyền lực cho nhiều thế hệ trong gia đình, nhưng việc thừa kế không phải là một điều kiện cần trên thực tế của chế độ này.
Xuyên suốt lịch sử, các thể chế quyền lực tập trung mang tính chất độc tài (dựa trên sự tuân thủ của công chúng và/hay sự đàn áp để tồn tại) hay mang tính chất tương đối ôn hòa. Aristotle là người tiên phong trong việc sử dụng thuật ngữ này tương đương với sự cai trị của những kẻ giàu, thuật ngữ chính xác là chế độ tư hữu, tư quyền (plutocracy). Tuy nhiên,  chế độ quyền lực tập trung không phải lúc nào cũng là chế độ tư quyền, do thiểu số cầm quyền có thể đơn giản là một nhóm đặc quyền, và không cần phải có quan hệ huyết thống như ở chế độ quân chủ.

## Tổng quan
Trong lịch sử, nhiều chế độ chính quyền đầu sỏ đã trao quyền lực chính trị cho một nhóm thiểu số, có những tranh luận cho rằng đây là một dạng chế độ chính quyền quý tộc (aristocracy - được tổ chức bởi những người có năng lực nhất và thông thái nhất). Những dạng chính quyền như vậy thường được kiểm soát bởi những gia đình có thế lực, con của những gia đình này được nuôi dưỡng, giáo dục để trở thành người kế thừa quyền lực trong chính quyền.
Tuy nhiên quyền lực này không được thi hành một cách công khai, những đứng đầu duy trì cái gọi là "quyền lực đằng sau vương miện", áp đặt sự kiểm soát thông qua các phương tiện kinh tế. Mặc dù những người theo trường phái Aristotle cho rằng thuật ngữ này tương đương với việc cai trị bởi những người giàu, mà với trường hợp này dùng thuật ngữ "plutocracy" thì chính xác hơn, còn với chế độ oligarchy không luôn nhất thiết là cai trị bởi người giàu, mà có thể những người đứng đầu có thể đơn giản là một nhóm người có đặc quyền.

## Tài phiệt Nga
- Boris Berezovsky - LogoVaz
- Mikhail Khodokovsky - Rosprom Group (Menatep)
- Mikhail Fridman - Alfa Group
- Vladimir Gusinsky - Most Group
- Vladimir Potanin - Oneximbank
- Alexandr Smolensky — SBS-Agro (Ngân hàng Thủ đô)
- Vladimir Vinogradov — Inkombank